# Municipio de Otter Creek (Kansas)
El municipio de Otter Creek (en inglés: Otter Creek Township) es un municipio ubicado en el condado de Greenwood en el estado estadounidense de Kansas. En el año 2010 tenía una población de 209 habitantes y una densidad poblacional de 0,72 personas por km².

## Geografía
El municipio de Otter Creek se encuentra ubicado en las coordenadas 37°40′15″N 96°23′58″O / 37.67083, -96.39944. Según la Oficina del Censo de los Estados Unidos, el municipio tiene una superficie total de 291.9 km², de la cual 291,02 km² corresponden a tierra firme y (0,3 %) 0,88 km² es agua.

## Demografía
Según el censo de 2010, había 209 personas residiendo en el municipio de Otter Creek. La densidad de población era de 0,72 hab./km². De los 209 habitantes, el municipio de Otter Creek estaba compuesto por el 92,82 % blancos, el 2,39 % eran afroamericanos, el 2,87 % eran amerindios y el 1,91 % eran de una mezcla de razas. Del total de la población el 5,26 % eran hispanos o latinos de cualquier raza.